# Arhopala shirozui
Arhopala shirozui är en fjärilsart som beskrevs av Hayashi 1976. Arhopala shirozui ingår i släktet Arhopala och familjen juvelvingar. Inga underarter finns listade i Catalogue of Life.